# Участие Италии в миротворческой операции ООН в Сомали
Участие Италии в миротворческой операции ООН в Сомали — одна из операций вооружённых сил Италии за пределами страны.

## История
После того, как в начале января 1991 года в столице Сомали начались боевые действия между вооружёнными группировками, началось закрытие иностранных посольств и представительств международных организаций. 11 января 1991 года правительство Италии приняло решение о закрытии итальянского посольства в Могадишо (где к этому времени находилось 90 граждан Италии и других государств).
Миротворческая операция ООН в Сомали была утверждена в апреле 1992 года и проводилась в условиях гражданской войны в стране в период с декабря 1992 года до 3 марта 1995 года. Она включала в себя два этапа - UNOSOM I (операция «Возрождение надежды», на котором ставилась задача обеспечить безопасную доставку и распределение гуманитарной помощи и UNOSOM II (операция «Продолжение надежды»).
Вооружённые силы Италии принимали участие в операции на основании резолюции Совета Безопасности ООН № 794 от 3 декабря 1992 года.
Сначала итальянский контингент из 2500 человек был размещен в городе Джалалакси, однако затем он был передислоцирован в город Джоухар и северную часть Могадишо.
Итальянский контингент и войска США совместно занимались созданием подразделения сомалийской полиции в Могадишо (в общей сложности, до сентября 1993 года ими было подготовлено свыше 3,5 тыс. человек - около 3500 мужчин и примерно 60 женщин).
2 июля 1993 года итальянские войска начали операцию "Canguro 11", в ходе которой две механизированные колонны (в составе шести танков, 20 бронетранспортёров и 800 итальянских солдат, а также 400 сомалийских полицейских) выдвинулись для прочесывания территории на северной окраине города Могадишо. Первая механизированная колонна ("Alfa") выдвинулась из порта Могадишо, вторая ("Bravo") - с военной базы итальянского контингента в городе Балад. В районе зданий разрушенной макаронной фабрики компании "Barilla" (возле которой находился итальянский блок-пост "Pasta") колонна "Bravo" была вынуждена замедлить движение, так как на дороге оказались устроенные сомалийцами баррикады и подожженные автопокрышки (дым от которых ограничивал видимость). Вслед за этим по колонне открыли огонь из стрелкового оружия и противотанковых гранатомётов. Колонна прорвалась из окружения, но в этом бою погибли три военнослужащих Италии (Andrea Millevoi, Stefano Paolicchi и Pasquale Baccaro), ещё 21 получил ранения. Вечером итальянцы отступили с двух своих блок-постов - таким образом, после боя территория площадью около одной квадратной мили оказалась под контролем сторонников М. Айдида.
После сражения в Могадишо 3 - 4 октября 1993 года США отправили в Сомали дополнительные войска, однако вслед за этим в Сомали "для поиска путей урегулирования" прибыл посол по особым поручениям США Роберт Оукли, который провёл переговоры с представителями М. Айдида. Кроме того, США официально объявили, что "не будут добиваться выполнения резолюции Совета Безопасности ООН об аресте М. Айдида". В дальнейшем, между ООН и силами Сомалийского национального альянса генерала М. Айдида было заключено перемирие, численность войск ООН на территории Сомали сократилась, а их активность снизилась.
В октябре 1993 года правительство Италии объявило о решении досрочно прекратить своё участие в операции UNOSOM и вывести свои войска с территории Сомали. После этого войска Италии (вместе с войсками Бельгии, США, Франции, ФРГ и ещё четырёх государств) покинули Сомали, это привело к свёртыванию операции (несмотря на то, что ещё 20 тысяч миротворцев ООН из других стран остались на территории Сомали).
Тем не менее, военное присутствие Италии в территориальных водах Сомали продолжалось после вывода войск: с 9 января 1995 до 3 марта 1995 года в ходе операции "United Shield" здесь находились два корабля военно-морских сил Италии (совместно с шестью кораблями ВМФ США и двумя кораблями ВМФ Пакистана обеспечивавшие защиту эвакуации сил ООН из страны).

## Потери
По официальным данным ООН, потери военного контингента Италии в операции UNOSOM составляют 11 человек погибшими, ещё некоторое количество было ранено и травмировано.
В вышеперечисленные потери не включены потери среди граждан Италии, не входивших в состав итальянского военного контингента ООН: 
- 9 декабря 1993 года находившаяся на дежурстве в итальянском госпитале в Могадишо медсестра Maria Cristina Luinetti из Итальянского Красного Креста была застрелена тремя выстрелами из пистолета зашедшим в здание сомалийцем[9]
- 20 марта 1994 года в Могадишо сомалийцы открыли огонь из стрелкового оружия по съёмочной группе итальянского телевидения RAI-3, в результате погибли журналистка I. Alpi и кинооператор М. Hrovativ[10]